# المطلب بن عبد مناف
المُطَّلِبُ بن عبد مناف بن قصي بن كلاب بن مرة بن كعب بن لؤي بن غالب بن فهر بن مالك بن النضر بن كنانة بن خزيمة بن مدركة بن إلياس بن مضر بن نزار بن معد بن عدنان.
وهو عم عبد المطلب بن هاشم الذي أتى به من عند أخواله بني النجار من يثرب.

## زوجاته وأولاده
كان للمطلب بن عبد مناف القرشي خمسة زوجات وأحد عشر ولدا من الذكور وبنتين وهم:
- هند بنت عمرو بن ثعلبة الخزرجية وولدت له: مخرمة بن المطلب، وأُنَيس بن المطلب وهو أبو رَهم الأكبر
- خديجة بنت سعيد السهمية القرشية وولدت له: هَاشم بن المطلب، وأبو عَمرو بن المطلب، وعَبلة بنت المطلب تزوجها أُهَيب بن عبد مناف الزهري القرشي وولدت له، وعَاتكة بنت المطلب تزوجها قوالة بن طريف بن جذيمة الفراسي الكناني وولدت له.
- أم الحارث بنت الحارث بن سليط اليربوعية التميمية وولدت له: الحارث بن المطلب، وأبو شَمران بن المطلب، ومحصن بن المطلب.
- عَاتكة بنت بن عمرو بن الحارث الضبية التميمية وولدت له: علقمة بن المطلب، وعَمرو بن المطلب.
- عُنَيزة بنت طَريف بن عمرو الطائية وولدت له: أبو رَهم الأصغر بن المطلب، وعَباد بن المطلب.

## أعلام من بني المطلب
- عبيدة بن الحارث صحابي بدري
- شافع بن السائب الصحابي الجليل
- محمد بن إدريس الشافعي إمام مذهب الشافعية
- السائب بن عبيد الذي قال عنه عمر عندما عاده في مرضه: «هذا مصاصة قريش»
- ركانة بن عبد يزيد الصحابي المشهور بالمصارعة